# Байшаков, Сеильда Икрамович
Сеильда́ Икра́мович Байша́ков (28 августа 1950, Джамбул (ныне Тараз) — 12 июля 2023) — советский футболист, защитник. Провёл большую часть карьеры в казахской команде «Кайрат», сыграл около 300 матчей, является гордостью казахстанского футбола.
Происходит из рода жаныс племени дулат

## Карьера

### Клубная
Воспитанник джамбульского футбола. Байшаков пришёл в «Кайрат» по приглашению Александра Севидова. В 1971 году вышел в основном составе на матч с ленинградским «Зенитом». Многие годы он являлся капитаном команды и лидером команды.

### В сборной
За сборную СССР провёл два матча:
- Венгрия 2:1 СССР
- Греция 1:0 СССР

### После карьеры
После завершения карьеры игрока был помощником главного тренера в командах «Кайрат», СКИФ, главным тренером РШВСМ (так стал называться СКИФ в 1989 году) и «Ак-Каната» Узынагаш.
С августа 2007 года работал вице-президентом федерации футбола Казахстана.
С 27 ноября 2016 года — президент федерации футбола Казахстана. 10 января[уточнить] подал в отставку.

## Личная жизнь
Родился в спортивной семье. Отец, Икрам, в 1949 году вернулся из армии и играл за местную команду. Дядя Сейтжан выступал на позиции форварда в джамбульском «Металлисте», позже его пригласили в алматинский «Кайрат».
Состоял в КПСС.
Скончался 12 июля 2023 года на 73-м году жизни.

## Награды
- Указом президента Республики Казахстан от 27 августа 2020 года награждён орденом «Парасат» — за особый вклад в развитие казахстанского спорта и в связи с 70-летием со дня рождения.[4]
- Юбилейная медаль «25 лет независимости Республики Казахстан» (2016)[5]